# Palaeopsis unifascia
Palaeopsis unifascia är en fjärilsart som beskrevs av Inoue 1980. Palaeopsis unifascia ingår i släktet Palaeopsis och familjen björnspinnare. Inga underarter finns listade i Catalogue of Life.